# Pop Media
Pop Media Oy är ett finländskt medieföretag som ger ut både tidskrifter och webbpublikationer. Företaget är även verksamt inom marknadsföringsbranschen. Pop Media bildades 2006 då Como Media och Popmedia Finland fusionerades.

## Pop Medias webbpublikationer
- Como – film, musik och nöje
- Festarit.fi – festivalkalender
- Meteli.net – konsertkalender
- Rumba – pop- och rockmusik, utgavs fram till 2019 som tidning
- Tilt.fi – datorspel och e-sport

## Pop Medias tidskrifter
- Episodi – filmtidning
- Inferno – specialtidning för heavy metal och tyngre musik
- Soundi – rockmusiktidning